# Przemysław Olstowski
Przemysław Olstowski (ur. 4 listopada 1968 w Bydgoszczy) – historyk, profesor w Instytucie Historii PAN. 

## Życiorys
Absolwent I Liceum Ogólnokształcącego w Bydgoszczy. W latach 1987-1992 studiował historię na Uniwersytecie Mikołaja Kopernika w Toruniu. Był wówczas działaczem Niezależnego Zrzeszenia Studentów. 
Stopień doktora nauk humanistycznych uzyskał w 1998 na podstawie dysertacji pt. Generał Gustaw Orlicz-Dreszer (1889-1936), dowódca wojskowy i działacz społeczno-polityczny, natomiast stopień doktora habilitowanego nauk humanistycznych uzyskał w 2009 na podstawie rozprawy pt. Obóz pomajowy w województwie pomorskim w latach 1926-1939. Od 1996 pracuje w Instytucie Historii PAN, w Pracowni (Zakładzie) Historii Pomorza i Krajów Bałtyckich w Toruniu, której jest obecnie kierownikiem.  
Zajmuje się badaniami nad najnowszą historią Polski oraz dziejami Pomorza Nadwiślańskiego w XIX-XX wieku. 

## Wybrane publikacje
- Gimnazjum Toruńskie w latach 1920-1989: od Państwowego Gimnazjum Męskiego do I Liceum Ogólnokształcącego im. Mikołaja Kopernika, 2018, ISBN 978-83-65127-36-5 (wspólnie z / Sylwią Grochowiną, Arkadiuszem Kierysem i Anną Krygier)
- "Przyjaciół nikt nie będzie mi wybierał, wrogów poszukam sobie sam!": NZS II UMK 1988-1990, 2018, ISBN 978-83-950995-0-2 (wspólnie z Janusze Małeckim)
- Procesy "starościńskie" w województwie pomorskim w latach 1936-1937. Polityka obozu rządzącego i niejawne mechanizmy władzy na szczeblu powiatu w pierwszej połowie lat trzydziestych w świetle kilku procesów karnych, 2014, ISBN 978-83-7181-853-0
- Obóz pomajowy w województwie pomorskim w latach 1926-1939, 2008, ISBN 978-83-7543-038-7
- Generał Gustaw Orlicz-Dreszer (1889-1936). Dowódca wojskowy i działacz społeczno-polityczny, 2000 i 2002, ISBN 83-7322-127-1